# Leandra paleacea
Leandra paleacea är en tvåhjärtbladig växtart som beskrevs av John Julius Wurdack. Leandra paleacea ingår i släktet Leandra och familjen Melastomataceae. Inga underarter finns listade i Catalogue of Life.